# 西郡局
西郡局（にしのこおりのつぼね）は、戦国時代から江戸時代初期にかけての女性。徳川家康の側室。三河国宝飯郡の武家・鵜殿氏の出身。呼び名は西郡の方ともいう。

## 生涯
西郡局の実父は柏原城主鵜殿氏に従った加藤氏といわれる。加藤氏は信濃国の出身で、元は三好氏といって父の代に三河に移って加藤氏の名跡を称し、領内の定期市運営を担当していたことが知られる。柏原鵜殿氏は「上ノ郷城主鵜殿長持の弟長祐―長持の次子長忠」と続いた鵜殿氏の支流で、永禄5年（1562年）に上ノ郷鵜殿氏は徳川家康に攻め滅ぼされたが、他の鵜殿氏支流は徳川氏に服した。
西郡局は柏原鵜殿長忠の娘という身分で徳川家康の側室となり、永禄8年（1565年）家康の次女督姫（北条氏直室、のち池田輝政室）を産んだ。天正18年（1590年）に家康が江戸城に移るとそれに従った。鵜殿氏の菩提寺だった長応寺は永禄5年の上ノ郷城の戦いで、上ノ郷城落城の戦火により焼失していたが、西郡局は下ノ郷鵜殿氏出身の長応寺住持日翁に帰依して多大な寄進を行い、江戸に長応寺を復興させた。
慶長11年（1606年）伏見城にて急死した。法名は蓮葉院日浄。同日には幕府重鎮の榊原康政が死去しており、西郡局は池田輝政の岳母、康政は輝政の長男利隆の岳父と共に池田家縁者だったため、人々は不思議に思ったという。家康の命により輝政が葬式を執り行い、京都本禅寺に葬られた。翌年姫路藩主の輝政は姫路城外に青蓮寺を建立して墓所を移したが、元和4年（1618年）輝政四男の山崎藩主池田輝澄が現在の兵庫県宍粟市山崎町山田に100石を寄進して移転している。池田家は寛永17年（1640年）播磨国を離れたが、青蓮寺は幕府より特別の保護が与えられて存続した。

## 登場作品
- 『葵 徳川三代』（2000年、NHK大河ドラマ、演：岩本多代）
- 『どうする家康』（2023年、NHK大河ドラマ、演：北香那）- 設定名は「お葉｣（およう）[13]